# Gewone pijlinktvis
De gewone pijlinktvis (Loligo vulgaris) is een veelvoorkomende pijlinktvis in de kustwateren van de Noordzee tot aan de westkust van Afrika. 

## Kenmerken
De mantel van het dier wordt tot ca 40 cm lang.

## Verspreiding en leefgebied
De gewone pijlinktvis houdt zich op tussen het oppervlak en ongeveer 500 meter diepte. 

## Ondersoorten
Er zijn twee ondersoorten: 
- Kaapse pijlinktvis of Chokka (Loligo vulgaris reynaudii)
- Europese pijlinktvis (Loligo vulgaris vulgaris)